# أرمادا ميوزك
أرمادا ميوزك (بالإنجليزية: Armada Music)‏ هي شركة تسجيلات هولندية متخصصة في إنتاج الموسيقى الالكترونية. وكلمة (ARAMDA) مستمدة من الحرفين الأولين لكل من أرمين فان بورن (Armin van Buuren)، مايكل بيرون (Maykel Piron)، ديفيد لويس (David Lewis).